# Esclavitud sexual

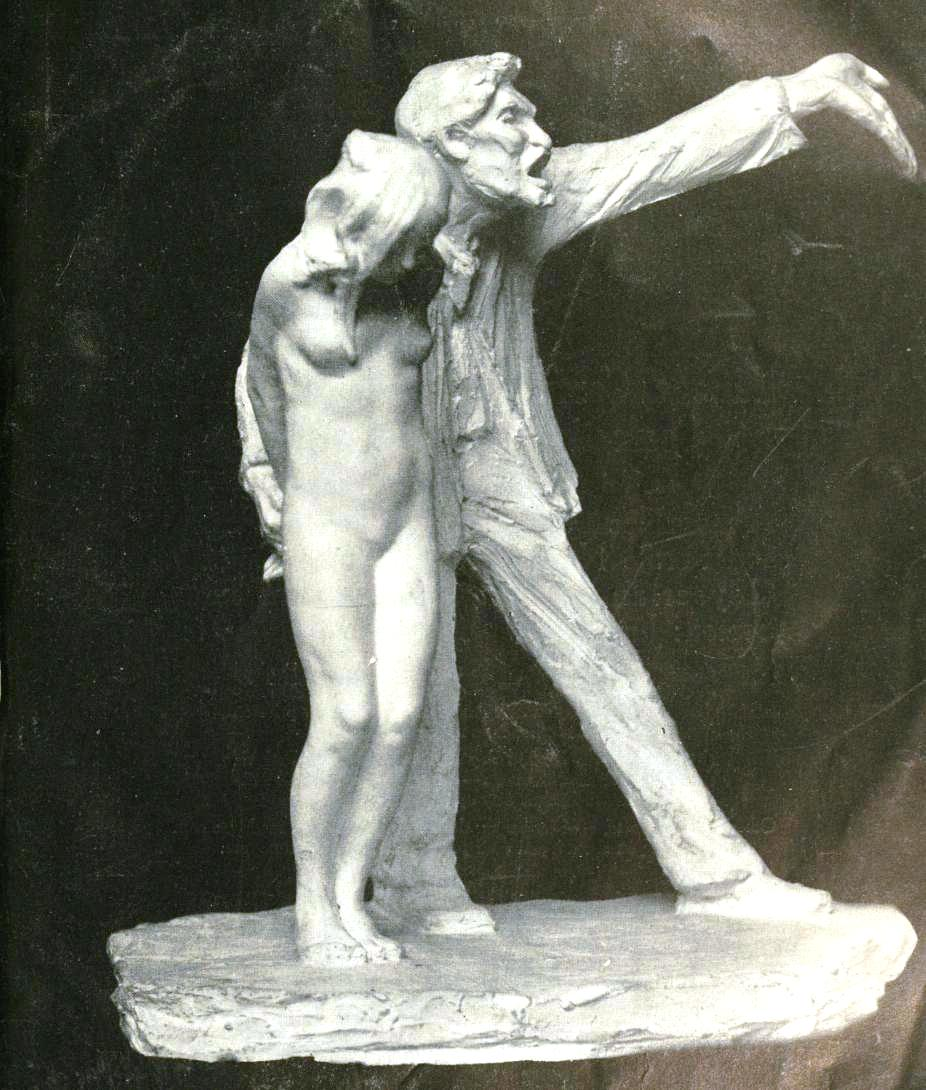
La esclava blanca, obra de Abastenia St. Leger Eberle, en denuncia de la prostitución infantil

Por esclavitud sexual se entiende la coacción y restricción de la libertad de personas para la realización de varias prácticas sexuales diferentes:
1. Prostitución forzada
2. Esclavitud sexual individual
3. Esclavitud ritual, a veces asociada con prácticas religiosas tradicionales
4. Esclavitud que en principio no es con fines sexuales, pero donde el sexo puede ser común o permisible

En general, la naturaleza de la esclavitud significa que el esclavo está de iure disponible para su uso sexual y las costumbres sociales y la protección legal que limitarían las acciones de un propietario de esclavos dejan de tener efecto en este contexto. Por ejemplo, el sexo extraconyugal entre un hombre casado y una esclava no era considerado adulterio en la mayoría de las sociedades que aceptaban la esclavitud. Las esclavas corrían el riesgo máximo de abuso y esclavitud sexual.

## La esclavitud sexual de las indias
En la India, según las leyes de Manu, escritas circa dos milenios atrás, y en vigencia por muchos siglos, hijas y esposas podían ser vendidas a la prostitución por padres y maridos.

## La esclavitud sexual de las inglesas
En la Inglaterra bajo dominio anglo-sajón, previamente a la invasión francesa de Guillermo el Conquistador, es posible que haya habido más esclavas que esclavos, y que muchas hayan sido forzadas al concubinato con sus patrones.  Según cronistas de la época, los comerciantes de esclavos de Bristol fornicaban a las esclavas antes de venderlas, y relatan como alguna esclavista —la mujer del conde Godwin, en la primera mitad del s. XI— exportaba esclavas a Dinamarca, donde la juventud y hermosura de las inglesas incrementaba su precio.